# Назначение (фильм)
«Назначение» — советский комедийный мелодраматический художественный телефильм, поставленный в 1980 году режиссёром Сергеем Колосовым по одноимённой пьесе Александра Володина 1963 года.

## Сюжет
Алексей Лямин — умный, талантливый, интеллигентный и скромный человек, совершенно не умеющий управлять людьми и принимать жёсткие решения. Он скорее рядовой, чем главнокомандующий. Несмотря на это качество, его назначают на должность начальника в учреждении, где он работал раньше в коллективе людей, которыми теперь должен командовать, и в подчинении у своего «друга» Николая Куропеева, человека корыстного и преследующего исключительно личные интересы. Так, он использует Алексея для написания научных статей, которые потом публикует от своего имени. Он и порекомендовал Алексея на своё место, чтобы потом требовать от него «дружеских» услуг, как вознаграждение.
На новом месте Алексей влюбляется в свою секретаршу Нюту и неожиданно для своих родителей женится на ней. Подчинённые начинают использовать мягкий характер бывшего коллеги и нынешнего начальника, отпрашиваясь пораньше с работы или внезапно требуя отпуск. Пытаясь справиться с новой должностью, а также под влиянием прямолинейной жены, Алексей вынужден показать себя на работе с несвойственной ему стороны и подчас проявлять жёсткость. Однажды дело чуть не доходит до трагического случая: коллега Лямина, Люба, из-за измен мужа попыталась покончить с собой. После этого Лямин собирается уйти с поста руководителя, считая, что он не тот человек, который может распоряжаться чужими судьбами.
На место Лямина назначают некоего Муравеева, как две капли воды похожего на Куропеева не только внешне, но и по стилю руководства. Алексей понимает, что ему нельзя уходить, если новый начальник не будет считаться с личными особенностями подчинённых и входить в их положение. Он прогоняет Муравеева и остаётся.

## В ролях
- Андрей Миронов — Алексей Юрьевич Лямин
- Александр Калягин — Николай Степанович Куропеев / Муравеев
- Ирина Купченко — Анна Ивановна, влюблённая в Лямина секретарша
- Мария Миронова — Лидия Григорьевна, мать Лямина
- Иван Воронов — Юрий Петрович, отец Лямина
- Александр Граве — Иван Никифорович Егоров
- Вячеслав Платонов — Александр Сучков
- Нина Корниенко — Любовь Владимировна Никулина
- Екатерина Зинченко — девушка, которой нужна справка
- Фёдор Савостьянов — эпизод

## Съёмочная группа
- Автор сценария: Александр Володин
- Режиссёр-постановщик: Сергей Колосов
- Оператор-постановщик: Анатолий Петрицкий
- Художник-постановщик: Михаил Карташов
- Композитор: Евгений Крылатов

## Технические данные
- Производство: Мосфильм, Творческое объединение телевизионных фильмов.
- Фильм снят по заказу Государственного комитета СССР по телевидению и радиовещанию.
- Телевизионный художественный фильм, цветной.
- Формат изображения: 4:3.
- Оригинальный язык: русский.
- Снят на плёнке Шосткинского производственного объединения «СВЕМА».
- Издание на DVD: 2009, Серия: Из коллекции киностудии «Мосфильм», Звук: Dolby Digital 2.0.
- Издание на VHS: 1999, Серия: Фильмы Сергея Колосова, Звук: Mono, Формат: PAL.

- Международное название фильма — «The Appointment».
- В фильме звучат стихи Александра Володина.